# Batis erlangeri
Batis erlangeri  (лат.) — вид птиц из семейства сережкоглазок. Выделяют два подвида.

## Название
Вид назван в честь немецкого орнитолога Карло фон Эрлангера (1872—1904).

## Распространение
Обитают в центральной части Африки.

## Описание
Длина тела 11 см. Вес 8,3-14 г. У самца макушка и спина угольно-чёрные (у некоторых особей более сероватые), имеется небольшое белое надбровное пятно, соединяющееся с белой надбровной полосой, последняя доходит до задней части шеи. Чёрная маска от уздечки до затылка, лопатки черноватые, круп беловатый, надхвостья чёрные, крылья чёрные, с белой полосой. Хвост чёрный, кончик его белый. Низ белый, нагрудник чёрный, черноватые подкрылья, белые подмышечные впадины. Радужка желтая, клюв и ноги чёрные. Самка отличается от самца тем, что сверху окрашена в оливковый цвет, а нагрудник у неё бордовый.

## Биология
Питаются насекомыми.